# Нові Макшаки
Нові Макшаки́ (рос. Новые Макшаки) — присілок в Сарапульському районі Удмуртії, Росія.
Урбаноніми:
- вулиці — Дачна, Робітнича

## Населення
Населення становить 8 осіб (2010, 31 у 2002).
Національний склад (2002):
- росіяни — 84 %